# Beaux-arts

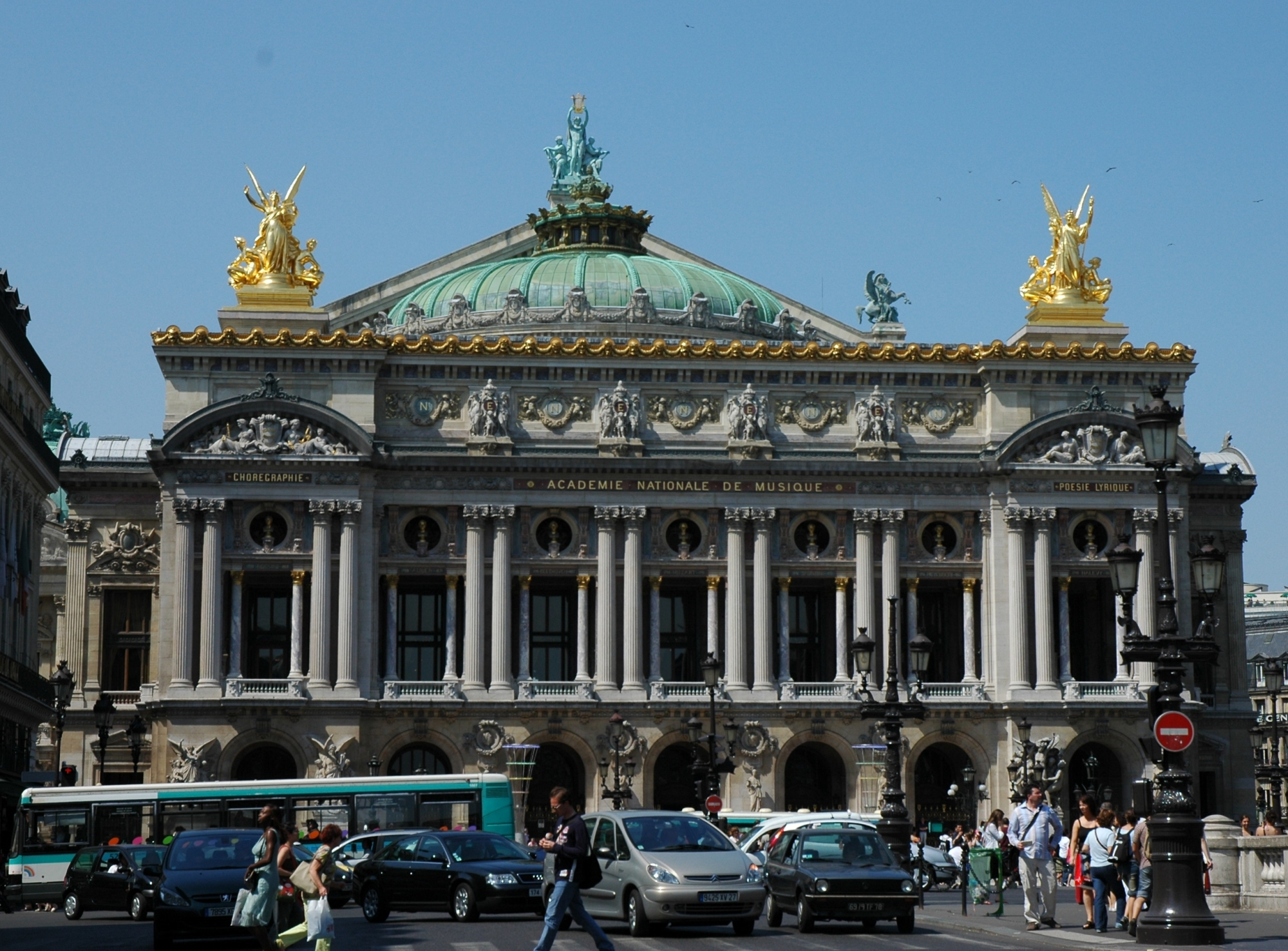
Opéra Garnier (Charles Garnier)

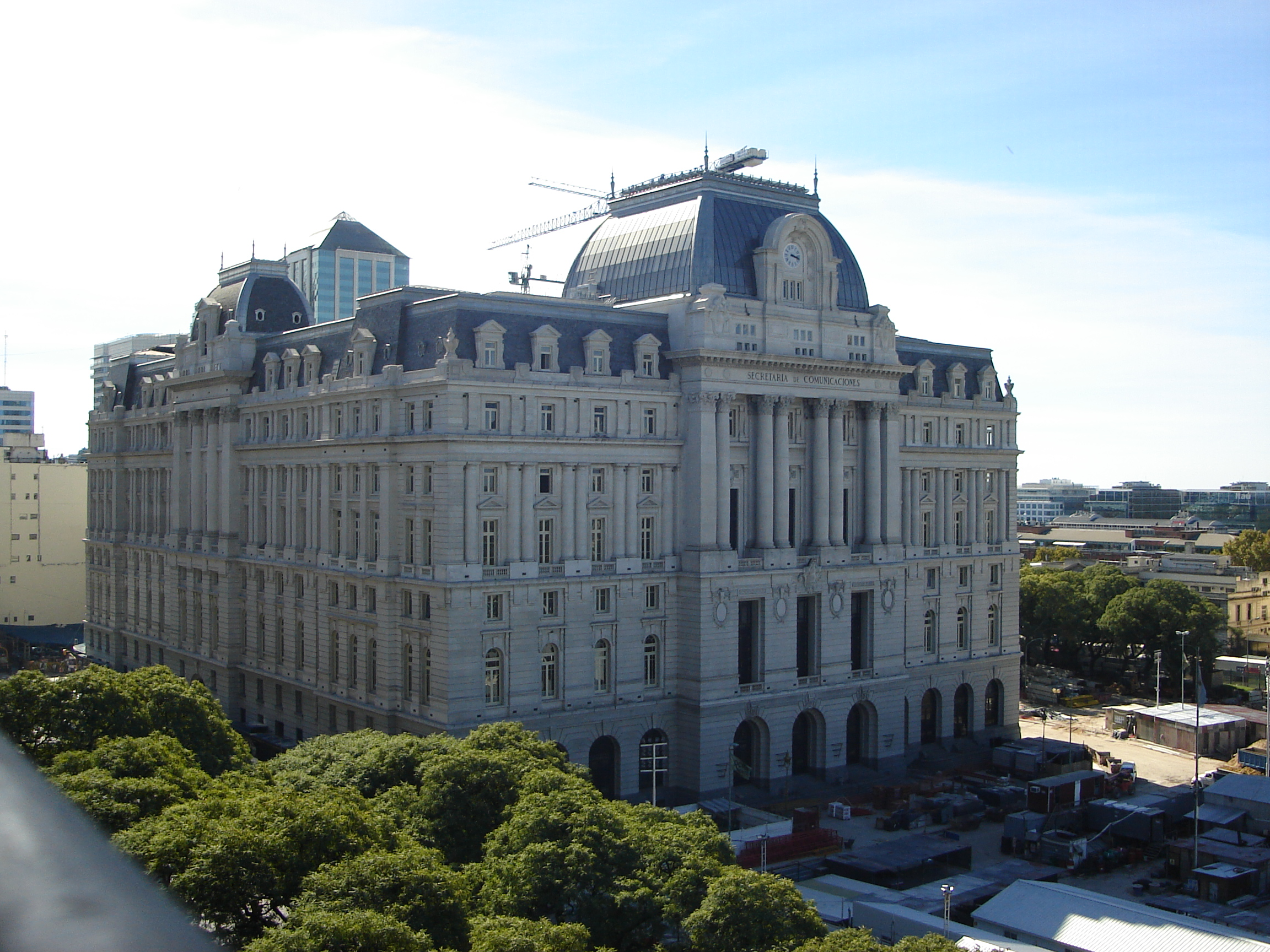
Cultureel centrum in Argentinië

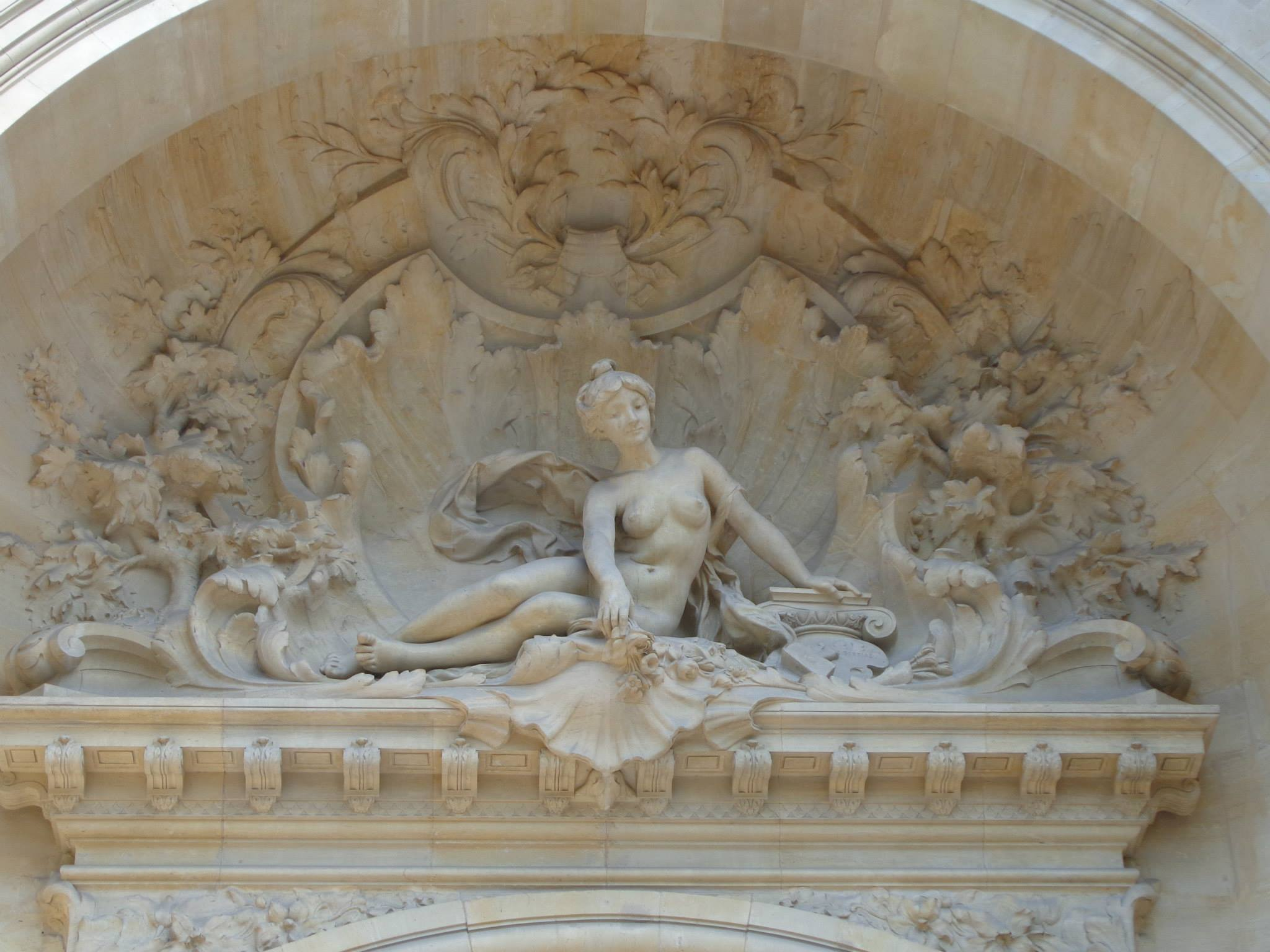
Fronton in het Grand Palais

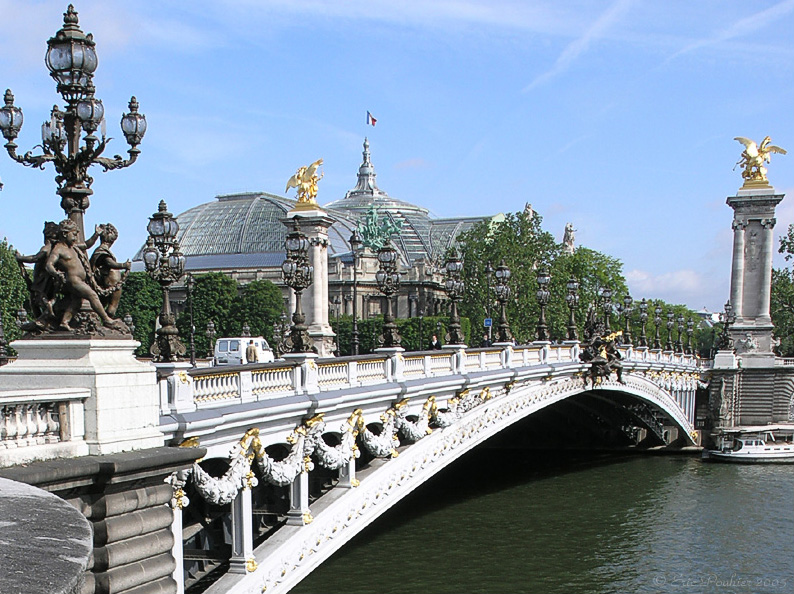
De Pont Alexandre-III, in Parijs met zuilen, beelden en slingers onder de brug

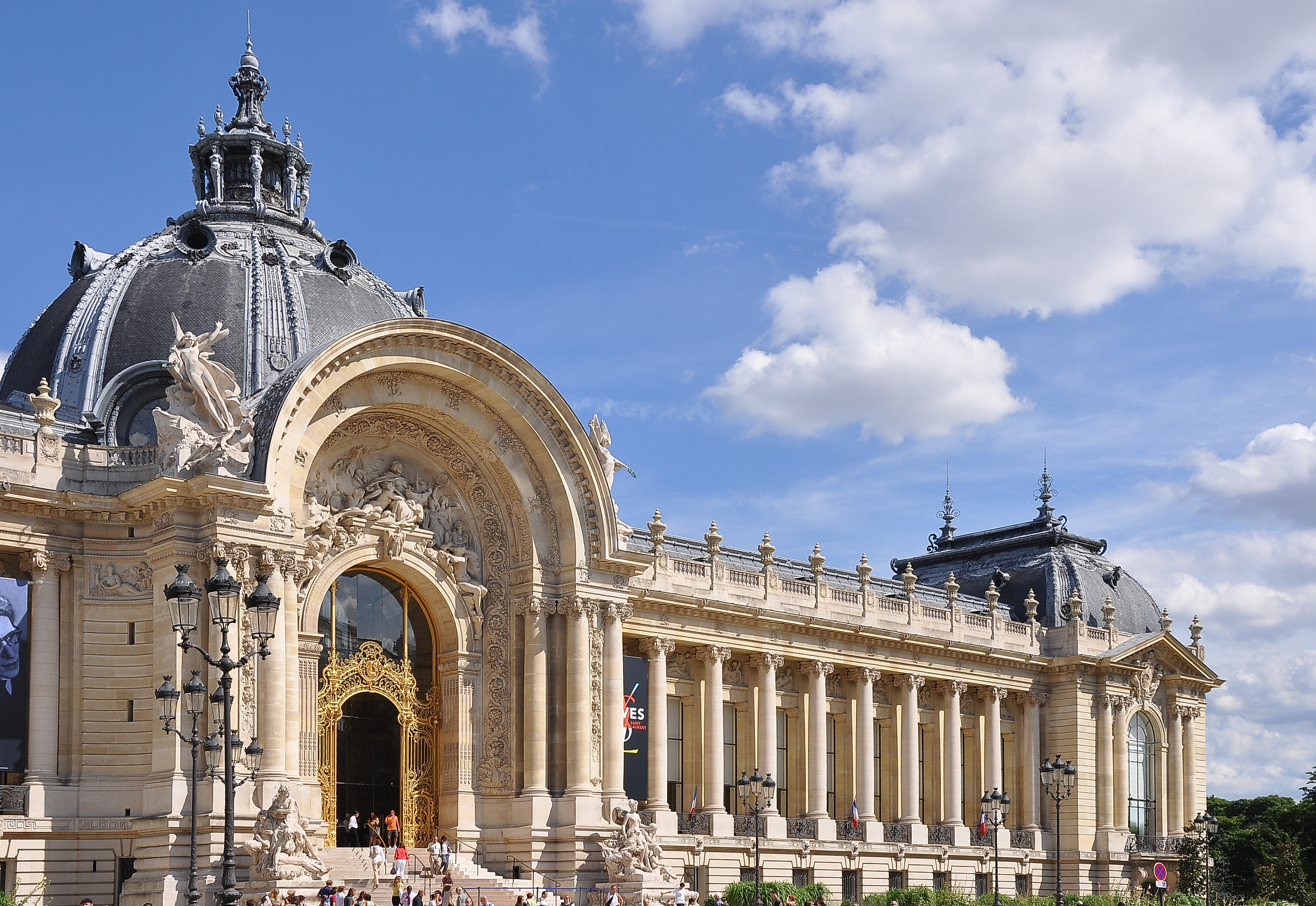
Gevel van het Petit Palais

De beaux-arts is een ontwerp- en stijlstroming uit het eind van de 19e eeuw en het begin van de 20e eeuw die aansluit bij het neoclassicisme, de neobarok en de neorenaissance. De stijl is ontstaan in Frankrijk, voorafgaand aan de belle époque. In het Frans betekent Beaux-Arts letterlijk schone kunsten.
De beaux-artsstijl is vooral het product van bijna 250 jaar onderwijs en onderzoek, sinds 1671 aan de Académie royale d'architecture, en na een fusie in 1816 met de koninklijke academies voor andere beeldende kunsten en muziek aan de architectuurschool van de Académie des Beaux-Arts. De principes die hier werden onderwezen, hebben tot diep in de 20e eeuw vrijwel ongewijzigd de vormgeving van vele gebouwen bepaald. In de loop van de eerste helft van de 20e eeuw werd deze stijl langzaam verdrongen door het nieuwe bouwen en de internationale stijl.

## Hoofdkenmerken
Gebouwen in beaux-arts zijn over het algemeen symmetrische pompeuze gebouwen met afwerking in natuursteen. De eerste verdieping is de belangrijkste verdieping en deze is hoger en duidelijk prominenter dan de begane grond of de hogere verdiepingen. De gevels zijn vaak afgewerkt met rusticastukwerk. In de gevels zijn zuilen, kroonlijsten, frontons, mascarons, pilasters, balustrades en balkons en monumentale klassieke beelden verwerkt. Verder worden er zowel binnen als buiten brede trappen en wijde bogen gebruikt, ook in de ramen.
De gebouwen zijn bewerkt met reliëfs, muurschilderingen, mozaïeken en polychromie waarmee de functie van het gebouw wordt benadrukt. Ook worden metalen of stenen slingers en cartouches gebruikt. Een ander opvallend kenmerk zijn de afgeplatte daken. De hekwerken (ook in de balkons) zijn frivool en gedeeltelijk afgewerkt met goudkleurige elementen.

### Kritiek
Er is ook kritiek. Waar de principes tot wet worden verheven, de menselijke maat wordt losgelaten en de constructie verdwijnt achter een overvloed aan ornamenten, daar raakt volgens critici de goede smaak uit het oog verloren en spreekt men wel van de "suikertaartenstijl". In engere zin is die term gereserveerd voor de verwording van de stijl tot het "socialistisch realisme" onder Stalin.

## Voorbeelden van beaux-arts
De Opéra Garnier uit 1875 is misschien wel het meest bekende beaux-artsgebouw ter wereld. Voor de wereldtentoonstelling van 1900 werden in Parijs het Grand Palais, het Petit Palais en de Pont Alexandre-III gebouwd. Ook de Richelieu-vleugel van het Louvre en het Gare d'Orsay zijn in beaux-artsstijl ontworpen. Een minder bekend voorbeeld is het interieur van het stadhuis van Parijs.

### Beaux-arts buiten Frankrijk

#### België
Bekende voorbeelden in België zijn het Koninklijk Museum voor Midden-Afrika in Tervuren en het complex met triomfboog van het Jubelpark in Brussel. Net als de uitbreiding van het Koninklijk Kasteel van Laken en de Koninklijke Gaanderijen in Oostende zijn dit realisaties van de Franse architect Charles Girault. Als oud student van de École des Beaux Arts en als ontwerper van het Petit Palais was Girault rond 1900 zowat het boegbeeld van de beaux-arts. Na de dood van Alphonse Balat was hij de favoriete architect van Leopold II van België. Leopold had als kleinzoon van Lodewijk Filips I van Frankrijk een voorliefde voor deze bouwtrant die zijn wortels had in de architectuur die in de 17de en 18de eeuw was gerealiseerd voor de Franse kroon. Meerdere grote panden in de beaux-artsstijl zijn onder meer tevens te vinden in Brussel aan de Molièrelaan.

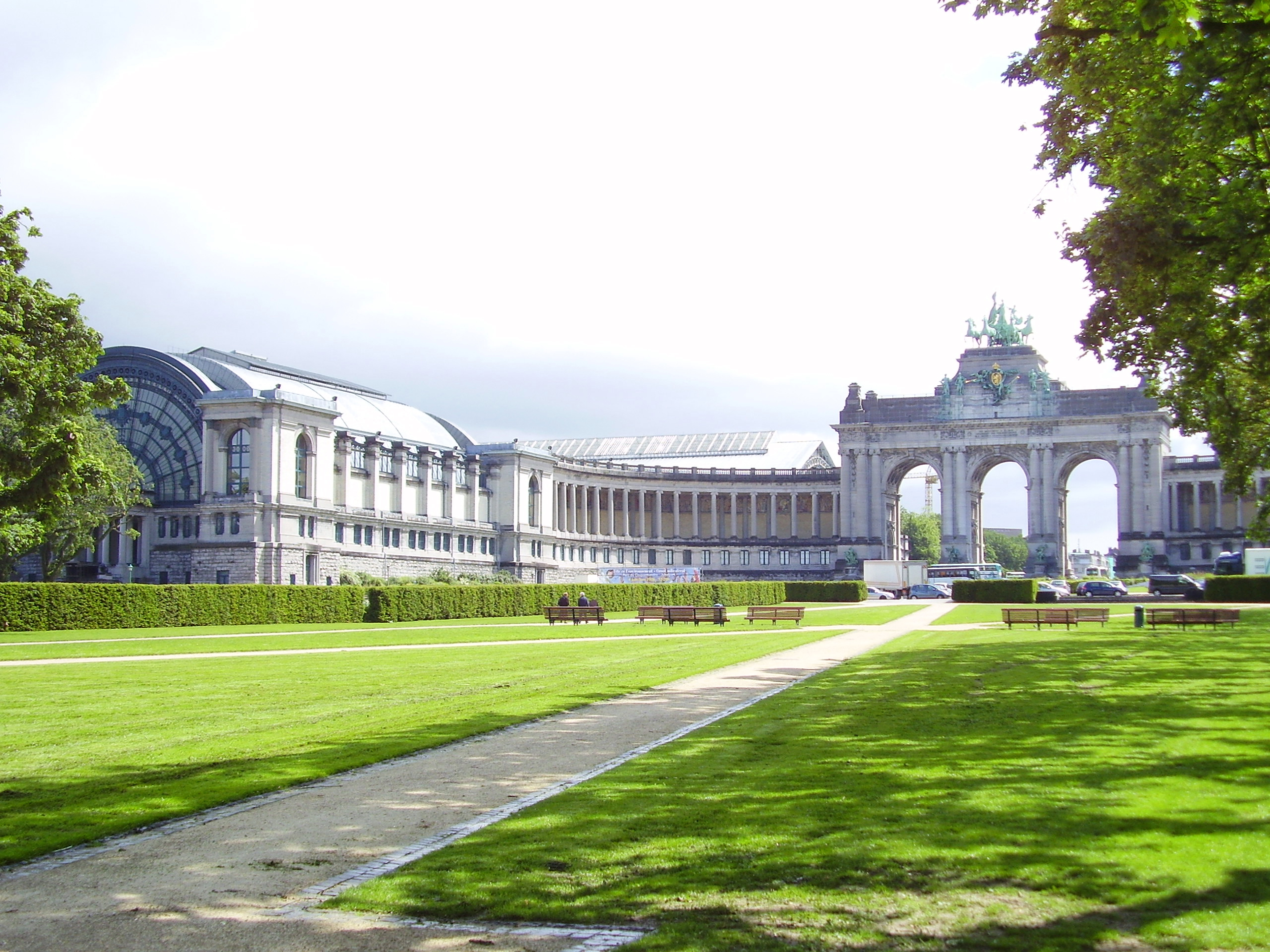
Triomfboog van het Jubelpark
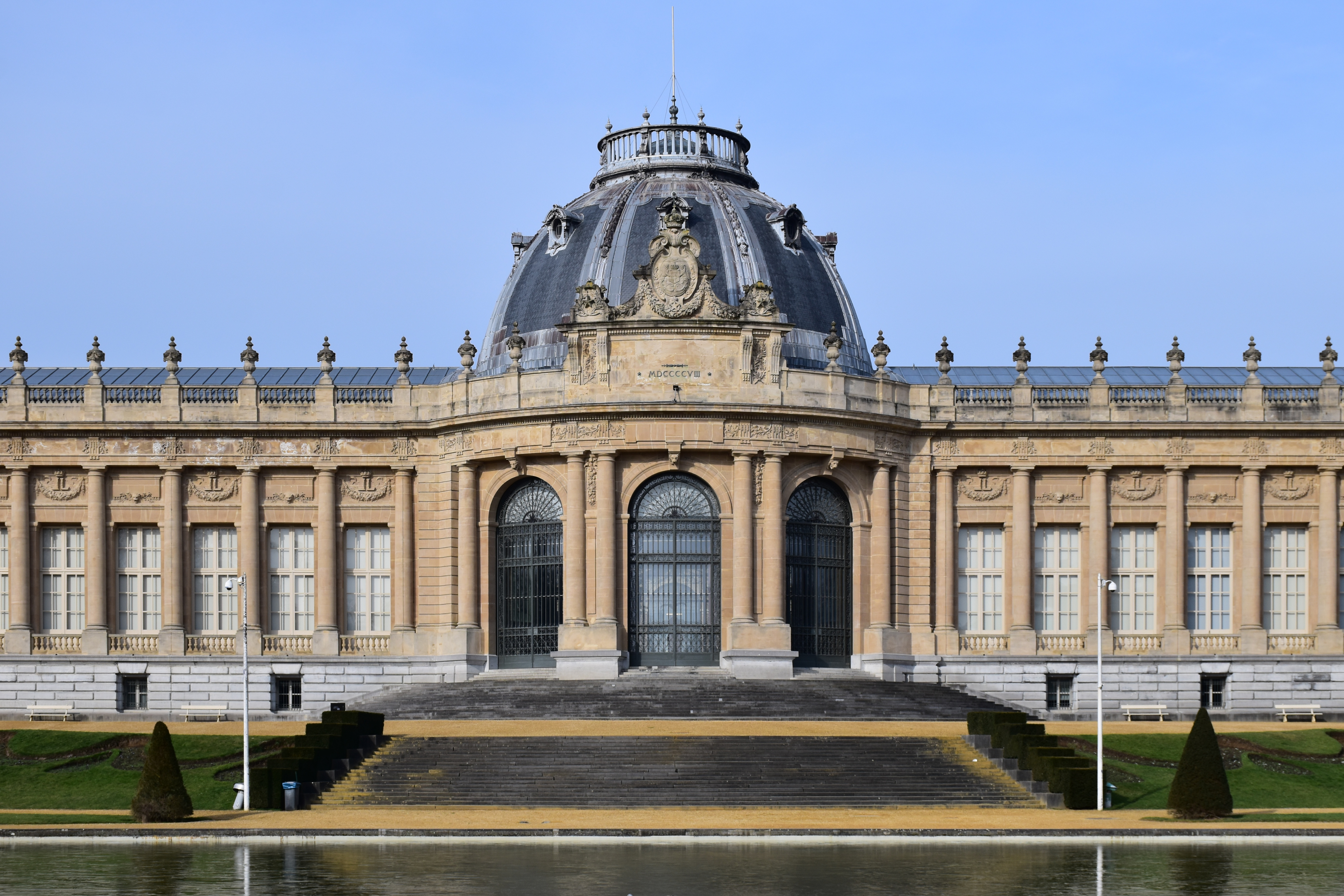
Het AfricaMuseum, 1905–10

#### Nederland

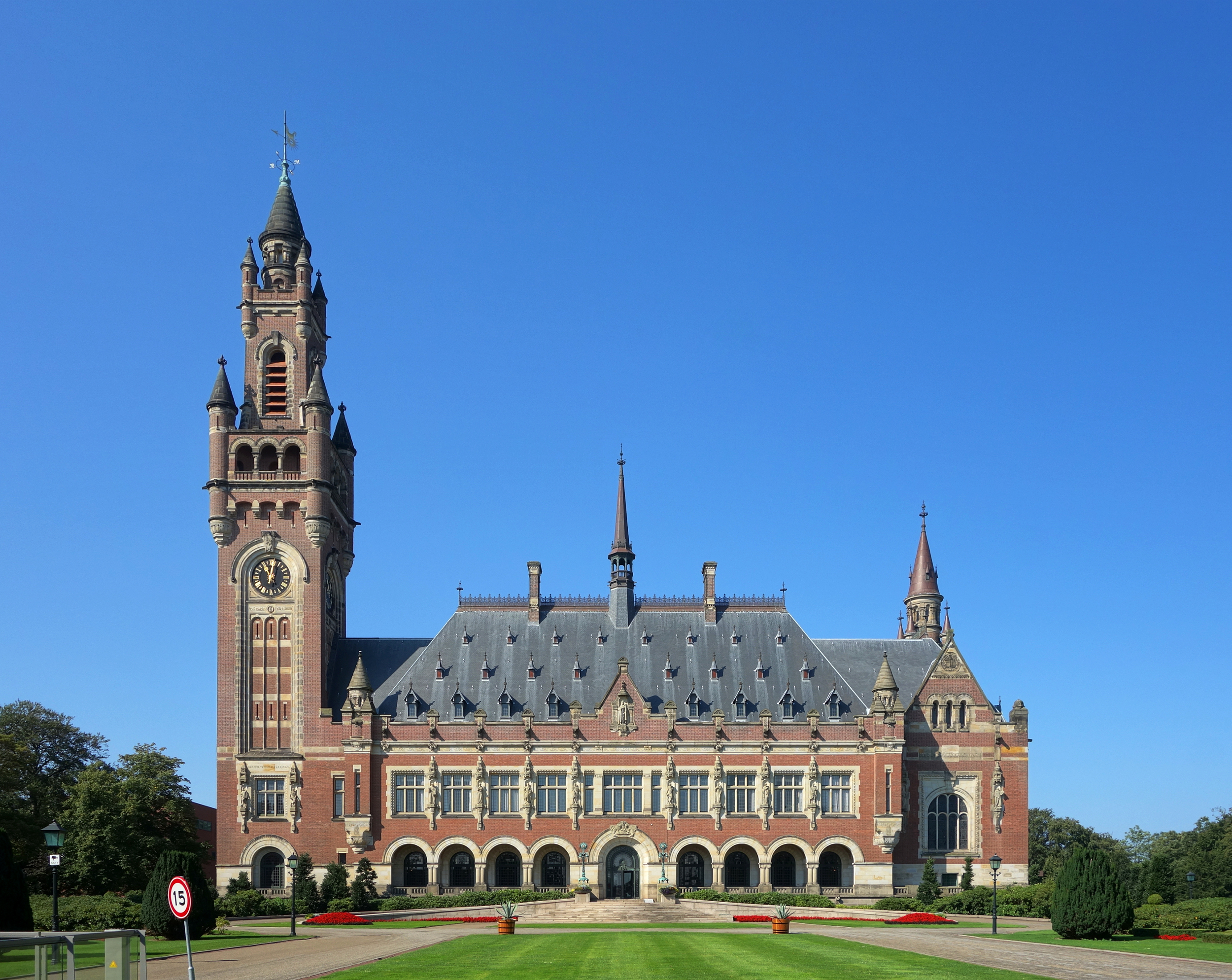
Vredespaleis in Den Haag

In Nederland trad de Franse invloed nooit echt op de voorgrond. Het Stadhuis van Rotterdam is een eclectisch ontwerp dat elementen van het Hollands classicisme combineert met Frans aandoende stijlelementen. Het Vredespaleis in Den Haag verenigt dan weer neogotiek en neorenaissance.

#### Monaco
Een deel van het Monte Carlo Casino, met name de concertzaal is door Charles Garnier ontworpen in beaux-arts.

#### Verenigde Staten
Vanaf 1885 werd de stijl populair in de Verenigde Staten. Veel wolkenkrabbers in New York werden ermee vormgegeven. De meest bekende voorbeelden van beaux-arts in de VS zijn het Grand Central Terminal (1871), het stadhuis van San Francisco (1915), het Hilton Chicago (1927) en de monumentale façade van het Metropolitan Museum of Art (1926). Deze façade werd ontworpen door Richard Morris Hunt, de eerste van vele Amerikanen die studeerden aan de École des Beaux-Arts in Parijs.